# Kathryn Gines
Kathryn Sophia Belle, també coneguda com a Kathryn T. Gines (2 de juliol del 1978), és professora de filosofia de la Universitat Estatal de Pennsilvània. El seu treball s'ha centrat a augmentar la diversitat dins de la filosofia, i és directora fundadora del Collegium de dones negres filòsofes.

## Biografia
Belle obtingué la llicenciatura en l'Spelman College i un mestratge i un doctorat en filosofia en la Universitat de Memphis el 2001 i 2003, respectivament.
Treballa en la Universitat Estatal de Pennsilvània des del 2008. Abans de ser nomenada en Penn State, Belle era professora d'estudis africans i de la diàspora en la Universitat Vanderbilt en col·laboració amb el departament de filosofia.

### Collegium de dones negres filòsofes
Belle fundà el Collegium de dones negres filòsofes al 2007 per a oferir un lloc i una xarxa de suport a les dones filòsofes negres, i també per a identificar quantes dones negres eren actives com a filòsofes acadèmiques a Amèrica del Nord. En el moment en què Belle el fundà, només identificà 29 dones negres professores de filosofia als Estats Units, encara que l'American Philosophical Association tenia més d'11.000 membres. La conferència anual del Collegium alberga una trentena de professores universitàries i estudiantes de filosofia negres, que ofereixen tallers de desenvolupament professional i altres temes. Lucius Outlaw, que escriu en l'Enciclopèdia de Filosofia de Stanford, afirma que els esforços de Belle per fundar el Collegium de dones negres filòsofes han obert nous camins per a avançar en el camp de la filosofia africana.

## Recerques i publicacions
Belle ha escrit un llibre, Hannah Arendt i The Black Question. També ha coeditat una antologia, Convergences: Black Feminism and Continental Philosophy (Convergències: feminisme negre i filosofia continental). Ha publicat nombrosos articles, incloses peces en revistes com Hypatia: A Journal of Feminist Philosophy, Southern Journal of Philosophy, Journal of Social Philosophy i Sartre Studies International. També és coeditora fundadora de Critical Philosophy of Race, una revista publicada per la Penn State University Press que esbrina qüestions relacionades amb el concepte d'ètnia.
Les principals àrees d'interès de Belle són la filosofia africana, la filosofia continental, la filosofia feminista negra, la filosofia crítica de l'ètnia. Gran part de la seua recerca s'ha centrat en qüestions d'ètnia, racisme, feminisme i interseccionalitat. Ha escrit des d'una perspectiva crítica sobre el treball de Hannah Arendt, com ara que les distincions rígides que Arendt va veure entre el vessant social i el polític li van impedir que pogués reconéixer que el racisme era un fenomen polític en lloc d'únicament social.
Contra els filòsofs analítics, Belle argumenta que l'existència d'una identitat femenina negra única s'ha de reconéixer per tal de superar els sistemes d'opressió multidimensionals vinculats, i argumenta que la preservació d'una identitat ètnica única i positiva pot ser un acte decisiu d'apoderament. En Sartre, Beauvoir, and the Race/Gender Analogy: A Case for Black Feminist Philosophy (Sartre, Beauvoir i l'analogia d'ètnia/gènere: un cas per a la filosofia feminista negra) -al qual va contribuir Belle amb Convergences: Black Feminism and Continental Philosophy, afirma que l'absència de pensament feminista negre en la filosofia continental ha donat com a resultat un significatiu buit que ha impedit que l'anàlisi continental comprenga com els sistemes d'opressió s'encreuen i donen forma a la fenomenologia.